# Německá rallye 2002

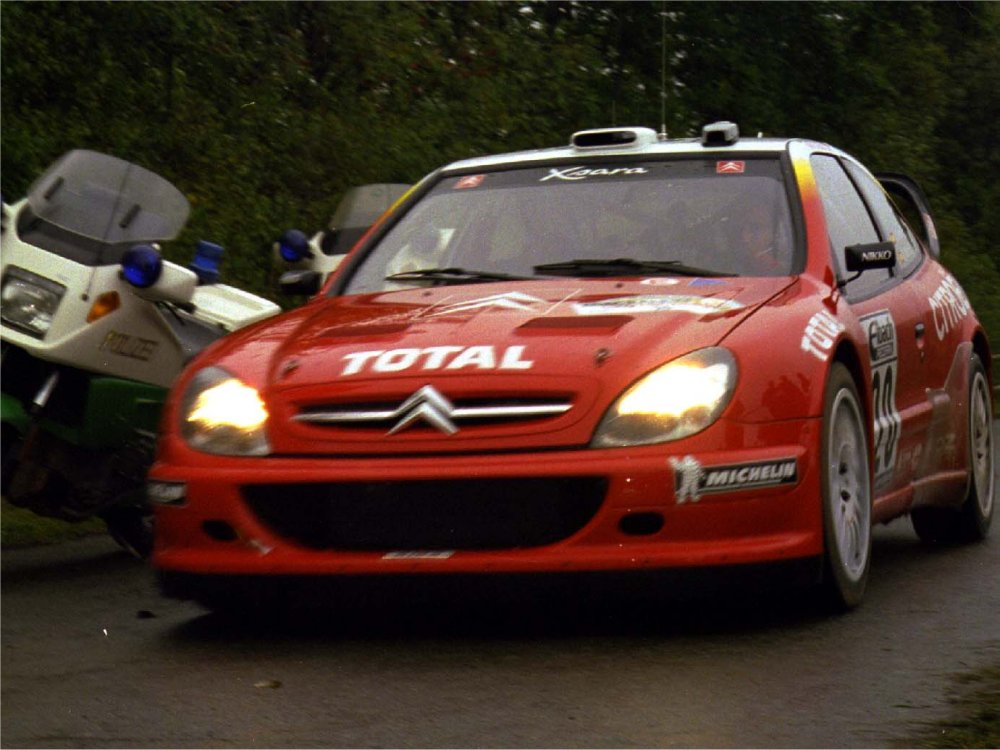
Jesus Puras na trati

Německá rallye 2002 byla desátou soutěží Mistrovství světa v rallye 2002, která se konala ve dnech 22. až 25. srpna. Zvítězil zde Sebastien Loeb s vozem Citroën Xsara WRC.

## Průběh soutěže
Řada jezdců měla zpočátku problémy. Tommi Mäkinen ulomil ruční brzdu a Colin McRae přeslechl navigátora a minul odbočku. Alister McRae, Toni Gardemeister a Matthias Kahle měli technické problémy. Jan Kopecký odstoupil po havárii. Do vedení se díky dílčím vítězstvím dostal Loeb. Druhý byl Richard Burns s vozem Peugeot 206 WRC. V druhé etapě vydatně pršelo a řada jezdců měla nehodu. Kvůli ní odstoupili Phillippe Bugalski, Armin Schwarz a Petter Solberg. Loeb dostal smyk, ale vedení udržel. Po několika vyhraných testech se na třetí místo posunul Marcus Grönholm. Ve třetí etapě bojoval Burns s Loebem o vítězství. Loeb ale vedení udržel a získal své první vítězství v kariéře.

## Výsledky
1. Sebastian Loeb, Daniel Elena – Citroën Xsara WRC
2. Richard Burns, Robert Reid – Peugeot 206 WRC
3. Marcus Grönholm, Timo Rautiainen – Peugeot 206 WRC
4. Colin McRae, Nicky Grist – Ford Focus RS WRC
5. Bruno Thiry, Francois Prévot – Peugeot 206 WRC
6. Markko Märtin, Michael Park – Ford Focus RS WRC
7. Tommi Mäkinen, Lindström – Subaru Impreza WRC
8. Carlos Sainz, Louis Moya – Ford Focus RS WRC
9. François Delecour, Grataloup – Mitsubishi Lancer EVO VII WRC
10. Kenneth Eriksson, Tina Thörner – Škoda Octavia WRC